# Australian Professional Championship 1967
Die Australian Professional Championship 1967 war ein professionelles Snookerturnier zur Ermittlung des australischen Profimeisters, das bis zum 14. Juni 1967 im Junior Rugby League Club in Sydney ausgetragen wurde. Sieger wurde Eddie Charlton, der seinen Titel mit einem Sieg über Warren Simpson verteidigte.

## Turnierverlauf
Neben Charlton und Simpson nahmen auch Norman Squire und Alan McDonald teil. Die vier Teilnehmer begannen das Turnier mit einer Gruppenphase, in der jedes Spiel sechs Frames umfasste. Die Ergebnisse der Gruppenphase sind unvollständig. Am Ende qualifizierten sich eben Charlton und Simpson für das Endspiel, das final den Turniersieger entscheiden sollte. Dieses Spiel wurde von Charlton dominiert, er siegte am 14. Juni 1967 mit 7:1.